# Mirim Doce
Mirim Doce is een gemeente in de Braziliaanse deelstaat Santa Catarina. De gemeente telt 2.583 inwoners (schatting 2009).

## Aangrenzende gemeenten
De gemeente grenst aan Ponte Alta, Ponte Alta do Norte, Pouso Redondo, Santa Cecília, São Cristóvão do Sul en Taió.